# Yongyuth Yuthavong
Yongyuth Yuthavong. Científico tailandés. Ministro de Ciencia y Tecnología en el gobierno interino del general Surayud Chulanont.

## Biografía
Doctor en Química Orgánica por la Universidad de Oxford, estudió el graduado en la Universidad de Londres. Fue profesor de la Mahidol University. Ha trabajado como Director de la Agencia Nacional para el Desarrollo Científico y Tecnológico y del Centro Nacional de Investigación Genética y Biotecnología. Es conocido por sus numerosas publicaciones científicas entre las que destacan sus trabajos sobre la malaria, el uso de las drogas contra diversas enfermedades y la biología molecular.

## Premios
Entre otros premios, obtuvo en 2004 el Nikkei Asia Prize for Science.